# Joseph Meyer (Mediziner)
Joseph Meyer (* 10. Juli 1818 in Stralsund; † 25. September 1887 in Berlin) war ein deutscher Mediziner (Innere Medizin) und Hochschullehrer in Berlin.
Joseph Meyer wurde in Berlin 1845 promoviert und war Assistent von Johann Lukas Schönlein und nach dessen Weggang (1859) von Friedrich Theodor von Frerichs an der Charité. 1862 wurde er dirigierender Arzt an der Charité und 1868 nach dem Tod von Wilhelm Griesinger Direktor der medizinischen Universitätspoliklinik der Charité (und damit auch Professor an der Universität). Das blieb er bis zu seinem Tod 1887 an einer Lungenentzündung.
Er veröffentlichte vor allem in jüngeren Jahren wissenschaftlich unter anderem über Herzauskultation und Abklopfen (Perkussion) des Herzens, Ruptur des Oesophagus, Pleuritis, Perikardergüsse, Abklopfen der Milz und Cholera. Hauptsächlich sah er sich aber als beratender und behandelnder Arzt und Lehrer. In seinem Nachruf in der Deutschen Medizinischen Wochenschrift wird er als  von „seltener Liebenswürdigkeit und Urbanität“ zum Beispiel im Umgang gegen Kollegen charakterisiert, der gegen Assistenten niemals seine Autorität herauskehrte. Im Unterricht legte er Wert auf genaue Diagnose und rationale auch kleinste Unterschiede berücksichtigende Therapie. Er war ein Verehrer von Spinoza, dessen Büste auf seinem Schreibtisch stand.
Er war Geheimer Medizinalrat.